# Pedal to the Metal (Impellitteri)
Pedal to the Metal è l'ottavo album in studio della band heavy metal statunitense Impellitteri, pubblicato il 24 marzo 2004 per la JVC.

## Tracce
1. The Writings on the Wall – 4:12
2. Crushing Daze – 2:34
3. Destruction – 3:39
4. Dance with the Devi – 3:40
5. Hurricane – 4:19
6. Judgment Day – 3:19
7. The Iceman Cometh – 3:37
8. P.U.N.K. – 3:36
9. Propaganda Mind – 4:10
10. Stay Tonight – 3:53
11. The Fall of Titus (American Metal vs. Swedish Metal) – 3:27

## Formazione
- Chris Impellitteri – chitarra
- James Amelio Pulli – basso
- Edward Harris Roth – tastiera
- Curtis Skelton – voce
- Glen Sobel – batteria